# خزينة أنبار قديم
خزينة أنبار قديم هي قرية في مقاطعة مياندوآب، إيران. يقدر عدد سكانها بـ 493 نسمة بحسب إحصاء 2016.